# محمد بن القاسم الأنباري
أبو بَكْرٍ محمَّدُ بنُ القاسمِ الأَنْبارِيُّ (271- 328 هـ) هو الإمام الحافظ اللغوي ذو الفنون.

## ولادته ونشأته وصفاته
وُلد أبو بكر في الأنبار سنة إحدى وسبعين ومئتين. ورد على بغداد، وهو صغير، ونشأ في بيت علم إذ كان والده من كبراء علماء الكوفيين في عصره، ووالده نحوي مشهور اسمه أبو محمد القاسم الأنباري. كان محمد ذكيا فطنا عرف بكثرة حفظه. قال أبوعلي القالي عنه انه كان يحفظ 300 الف بيت شاهد في القرآن وسئل عن حفظه فقال: أحفظ ثلاثة عشر صندوقا. وحدثت أنه كان يحفظ عشرين ومائة تفسير من تفاسير القرآن بأسانيدها.

## شيوخه
أخذ ابن الأنباري عن كثير من النحاة واللغويين والقراء والمحدثين والمفسرين وروى عنهم، منهم:
- أبوه القاسم بن محمد الأنباري
- أبو العباس أحمد بن يحيى ثعلب
- إسماعيل بن إسحاق القاضي
- أحمد بن الهيثم البزاز
- أحمد بن سهل الأشناني
- ادريس بن عبد الكريم
- الحكيم الترمذي
- محمد بن يونس الكديمي
- محمد بن هارون التمار
- محمد بن أحمد بن النضر
- الحسن بن الحباب
- سليمان بن يحيى الضبي
- محمد بن يحيى المروزي
- أحمد بن سعيد الدمشقي
- إبراهيم بن موسى
- عبد الله بن بيان
- أحمد بن حسان
- عبد الله بن محمد بن ناجية
- بشر بن موسى
- أبو الحسن بن براء
- عبد الله بن خلف الدلال
- علي بن محمد بن أبي الشوارب
- أبو شعيب عبد الله بن الحسن الحراني
- أبو جعفر محمد بن عثمان
- محمد بن المرزبان
- أحمد بن منصور
- أحمد بن عبد الله
- خلف بن عمرو العكبري
- موسى بن علي الخنتلي
- أبو جعفر أحمد بن الحسين
- محمد بن عيسى الهاشمي
- محمد بن عبد الله
- أبو الحسن الأسدي
- أبو الحسن أحمد بن محمد بن عبد الله
- الحسن بن عليل العنزي
- أبو عبد الله المقدمي القاضي
- أبو العباس بن مروان الخطيب
- عبد الله بن عمر بن لقيط
- أبو بكر بن دريد

## تلاميذه
- أبو علي القالي (ت 356هـ)
- أبو أحمد العسكري (نحو382هـ)
- الزجاجي (ت340هـ)
- ابن خالويه (ت370هـ)
- أبو جعفر النحاس (ت337هـ)
- أبو الفرج الأصفهاني (ت356هـ)
- المرزباني (ت384هـ)

كما أخذ القراءة عنه:
- محمد بن العباس الخزّاز
- أبو الحسين البوّاب
- الدارقطني
- ابن المأمون

## آثاره
- كتاب الأضداد
- شرح القصائد السبع الطوال الجاهليات
- إيضاح الوقف والابتداء في كتاب الله عزّ وجلّ
- شرح الألفات المبتدئات في الأسماء والأفعال
- شرح ديوان عامر بن الطفيل
- شرح خطبة عائشة أم المؤمنين في أبيها
- مسألة في التعجب
- الهاءات في كتاب الله
- شرح غاية المقصود في المقصور والممدود لابن دريد
- المذكر والمؤنث
- الزاهر في معاني كلمات الناس.